# Сблъсък (предаване)
„Сблъсък“ е българско предаване в периода 2000 – 2014 г.
Първото предаване е от 2000 г. до 2001 г. по телевизия „Ден“, после по bTV от 2001 г. до 2009 г. От 2009 г. до 2011 г. е рубрика в „Станция Нова“, а последният сезон е по TV7 от 2013 г. до 2014 г. Водещи са Иван Христов и Андрей Арнаудов.